# Sköll
En la mitología nórdica, Sköll (del nórdico antiguo: ‘traición’) era el lobo que perseguía a los caballos Arvak y Alsvid, que tiraban del carro de la diosa Sól a través de los cielos todos los días, con el objetivo de devorar a la diosa.

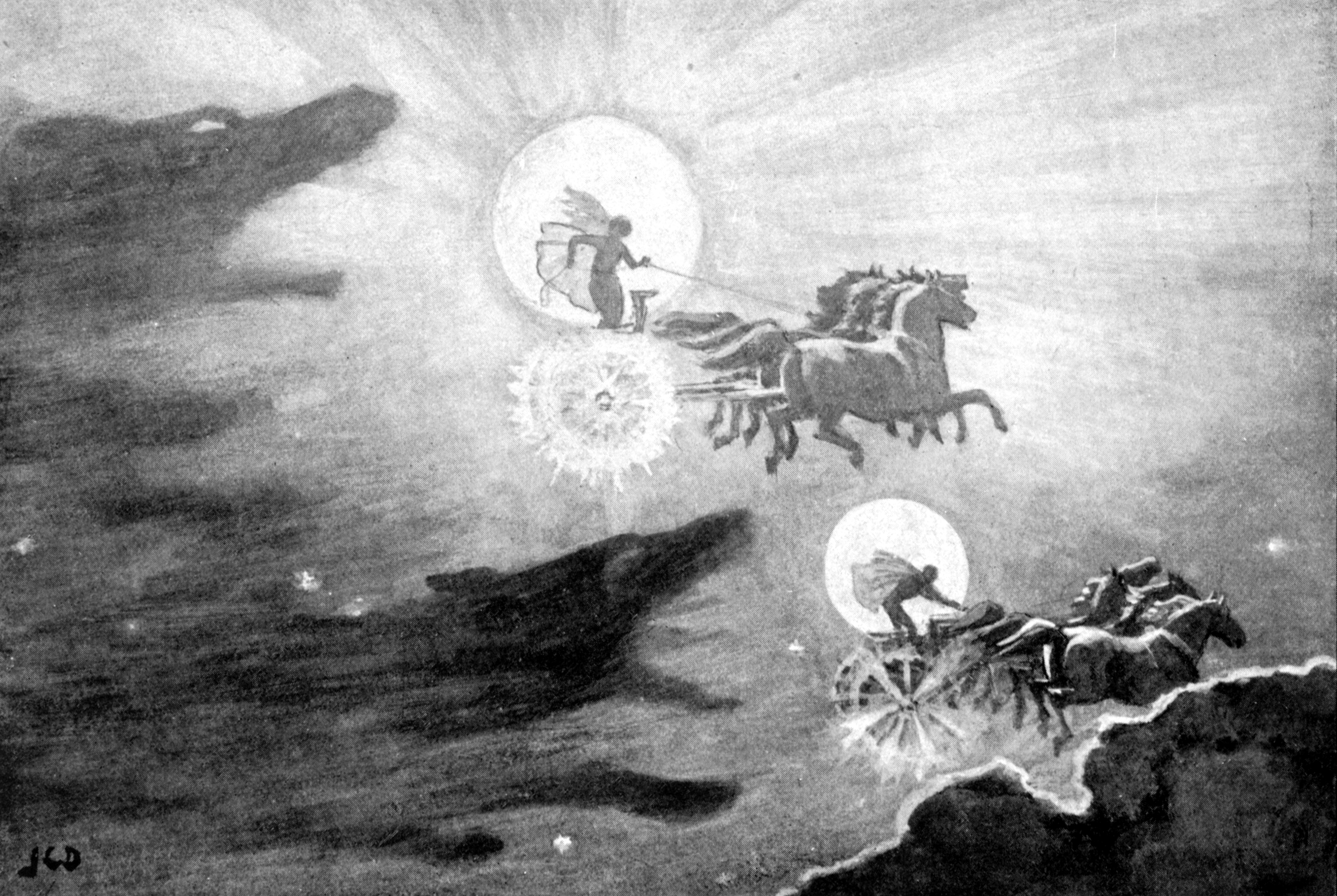
"Los Lobos persiguiendo a Sól y Máni" (1909) autor: J. C. Dollman.

Sköll tiene un hermano, Hati, quien perseguía al dios Máni (la luna). Son hijos de Fenrir y al llegar el Ragnarök, tanto Sköll como Hati logran sus objetivos.
En algunas circunstancias, Sköll es usado como un heiti para referirse indirectamente a su padre, Fenrir. Es el caso del verso 46 del Vafþrúðnismál donde se le atribuye a Fenrir el objetivo de atrapar a Sol en vez de a su hijo.